# Întâlnire cu Heechee
Întâlnire cu Heechee (1984) (titlu original Heechee Rendezvous) este un roman science fiction al scriitorului Frederik Pohl, fiind o continuare la Poarta și Dincolo de orizontul albastru. Acțiunea se petrece la aproximativ două decenii după cea din primul roman. Cartea a fost nominalizată la premiul Locus în 1985.

## Intriga
Robinette Broadhead este un milionar căsătorit cu probleme de sănătate, dar se simte vinovat să primească organe sănătoase prelevate de la oameni mai puțin norocoși ca el. Cu ajutorul programului Albert, îmbunătățit de soția sa, el caută să descopere tot mai multe despre Heechee și despre tehnologia lor.
Între timp, copilul descoperit de el în romanul precedent pe artefactul Heechee, Wan, începe să cerceteze găurile negre în căutarea tatălui său, folosind echipament furat și o navă Heechee. Căutarea lui atrage atenția unor creaturi lente, care informează o patrulă Heechee trimisă din gaura neagră în care se retrăsese rasa lor pentru a observa în ce stadiu se află galaxia. Temându-se că oamenii pot alerta o rasă malefică de ființe cunoscută sub numele de Asasinii, patrula Heechee caută să afle mai multe despre rasa umană.
În căutarea sa prin găurile negre, Wan o găsește pe Gelle-Klara Moynlin, fosta iubită a lui Robinette, eliberând-o din prizonieratul ei de două decenii (care pentru ea a durat doar câteva zile, din cauza dilatării temporale gravitaționale). În cele din urmă, oamenii se întâlnesc cu Heechee, iar trupul fizic al lui Bob moarte, conștiința lui fiind transferată într-o inteligență artificială similară celei a lui Albert.